# Grenzbrigade 7

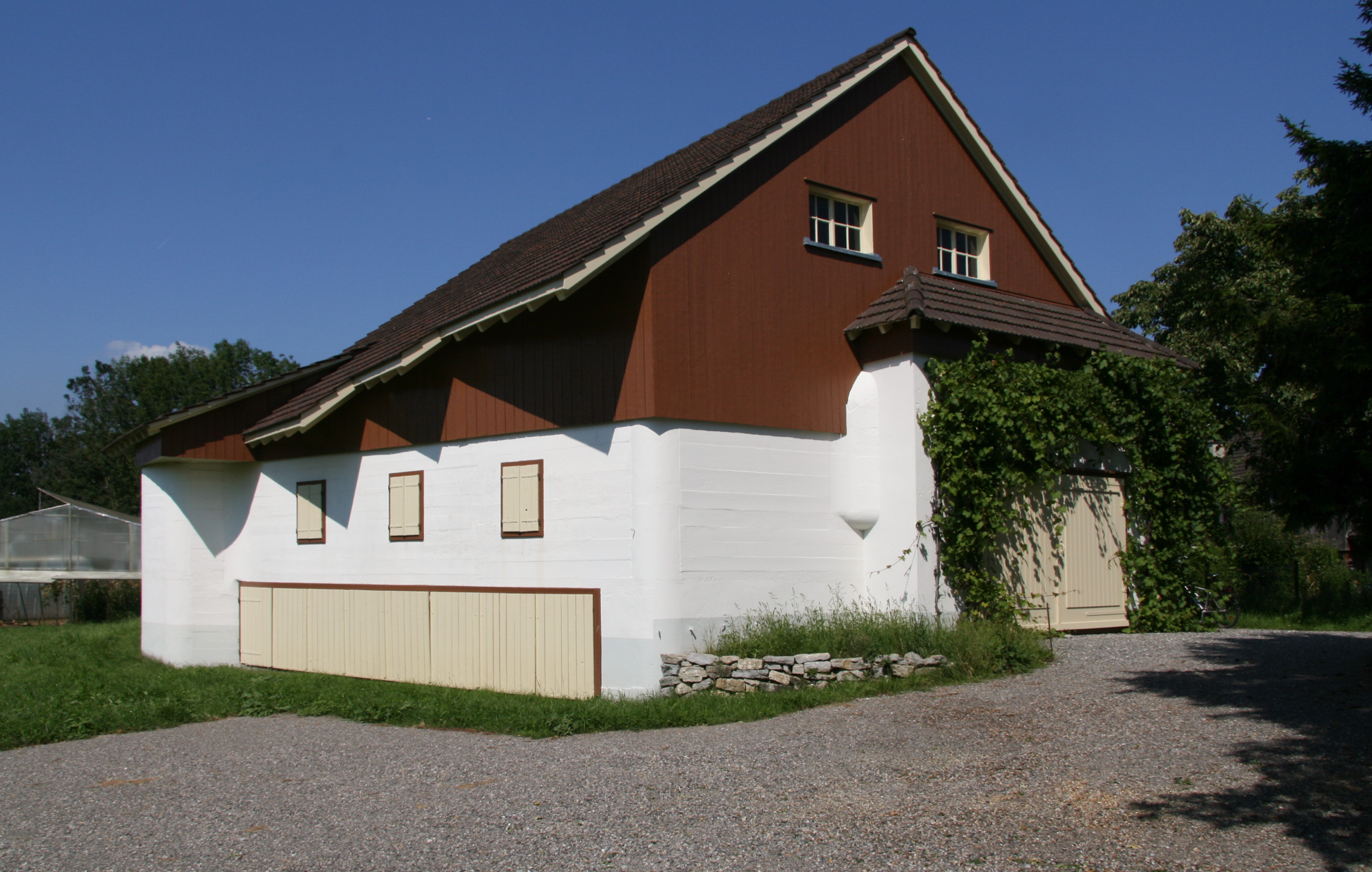
Bunker Bottighofen Dorf A 5701

Die Grenzbrigade 7 (Gz Br 7) war eine von elf Grenzbrigaden der Schweizer Armee. Sie war dem 4. Armeekorps (seit 1961 Feldarmeekorps 4, FAK 4) unterstellt und bestand von 1938 bis 1994 (Armee 95).

## Geschichte

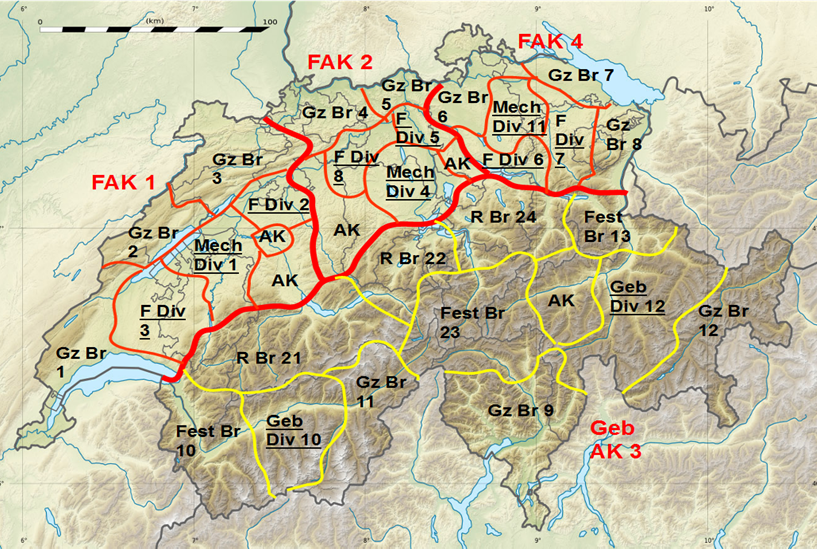
Grenzbrigade 7 im Grunddispositiv von 1992

Die Grenztruppen wurden in Übereinstimmung mit dem Haager Abkommen mit der Truppenordnung 1938 (TO 38) neu organisiert und 11 Grenzbrigaden (Gz Br) geschaffen. Neben den Grenzfüsilierbataillonen verfügten sie über eine Kompanie Radfahrer, motorisierte Mitrailleure und Infanteriekanoniere.
Die Grenzbrigade 7 war für Ausbildung und Einsatzvorbereitung dem 4. Armeekorps zugewiesen. Die Unterstellung während des Einsatzes wurde durch den jeweiligen Operationsplan bestimmt. In allen Verbänden der Grenztruppen wurden Milizsoldaten mit Wohnsitz im Einsatzraum eingeteilt, weil die Grenztruppen im Mobilmachungsfall als erste aufgeboten wurden und sofort einsatzbereit sein mussten, damit die Mobilmachung des Gros der Armee nicht gestört werden konnte.
Die Brigade war bei der Bildung ein Infanterieverband und hatte den Abnutzungskampf ab Grenze zu führen. Der Einsatzraum grenzte links an die Grenzbrigade 6 bei Eschenz (Sperre Fänebach) ⊙ und rechts bei Steinach (Steinachmündung am Bodensee) ⊙ an diejenige der Grenzbrigade 8.
Unmittelbar vor dem Ausbruch des Zweiten Weltkriegs wurde die Grenzbrigade 7 am 29. August 1939 mobilisiert. Die Sperrstellen des Festungsgürtels waren nach eineinhalb Stunden abwehrbereit; nach einem weiteren halben Tag waren die vier Bataillone vollständig eingerückt. Gemäss damaligem Verteidigungskonzept sollte der Festungsgürtel einen feindlichen Angriff um vier bis sechs Tage verzögern können, um eine schnelle Besetzung des Schweizer Mittellandes zu verhindern und damit die vollständige Mobilmachung der Schweizer Armee zu ermöglichen.
Der Auftrag der Grenzbrigade 7 lautete: Die Brigade hatte den Abschnitt Eschenz bis Steinachmündung «bis zur letzten Patrone» zu halten, die Grenze gegen einen Vorstoss aus dem süddeutschen Raum am Unter- und Bodensee zu schützen und die Nord-Süd-Achsen zu sperren.
Die Brigade besass mehrere grosse Sperrstellen als Kampfstützpunkte. Das Kernstück war der 1937 mit 42 Werken erbaute Festungsgürtel Kreuzlingen, der mit sieben 4,7 cm Infanteriekanonen, fünf leichten Maschinengewehren und 69 Maschinengewehren 11 bewaffnet war und sich von Bottighofen bis Triboltingen erstreckte: Der Festungsgürtel Kreuzlingen beginnt am Ufer des Obersees bei Bottighofen ⊙ und verläuft hinter einer Bachsenke nach Süden zum Ort Lengwil ⊙. Ab hier folgt die Stellung dem Seerücken über Bätershausen ⊙ und Weiherhau ⊙ westwärts, knickt beim Staudenhof ⊙ nach Norden ab und erreicht, wieder hinter einer Bachsenke verlaufend, bei Triboltingen ⊙ das Ufer des Untersees.
Zwei der vier Grenzinfanteriebataillone waren im Festungsgürtel eingesetzt: Das Bataillon 274 im Ostabschnitt (Korpssammelplatz Oberhofen) und das Bataillon 275 im Westabschnitt (Korpssammelplatz Neuwilen).
Nach 1945 wurden Mittel, Aufträge und die Organisation der Grenzbrigade 7 periodisch aktualisiert und die Infrastruktur modernisiert. Während der Armee 61 war die Brigade in die Kampfführung der Felddivision 7 integriert und hatte die Unterstützung durch ein Panzerbataillon sowie durch eine Panzerhaubitzenabteilung. Sie verfügte über die folgenden Hauptkampfmittel: Maschinengewehr 51, 9-cm-Panzerabwehrkanone 57, Raketenrohr (Einsatzdistanz 200 m), Panzerabwehrlenkwaffe «Dragon» (Einsatzdistanz 1000 m), 12-cm-Festungsminenwerfer, 10,5-cm-Haubitzen der 1988 neu aufgestellten Festungsabteilung 7.
Für die Bodenseeverteidigung wurde der Hafen von Romanshorn (Fährverbindung nach Friedrichshafen) in die Verteidigung mit einbezogen und unterhalb der Terrasse des früheren Hotels «Schloss» mit einem Bunker befestigt. 1985 wurde bei der Hafeneinfahrt eine geschützte Waffenstellung (F 7560) für Panzerabwehrlenkwaffen und Raketenrohr erstellt. Zur «Kampfgruppe Bodensee» gehörte die Motorbootkompanie III/47 samt Radarzug.

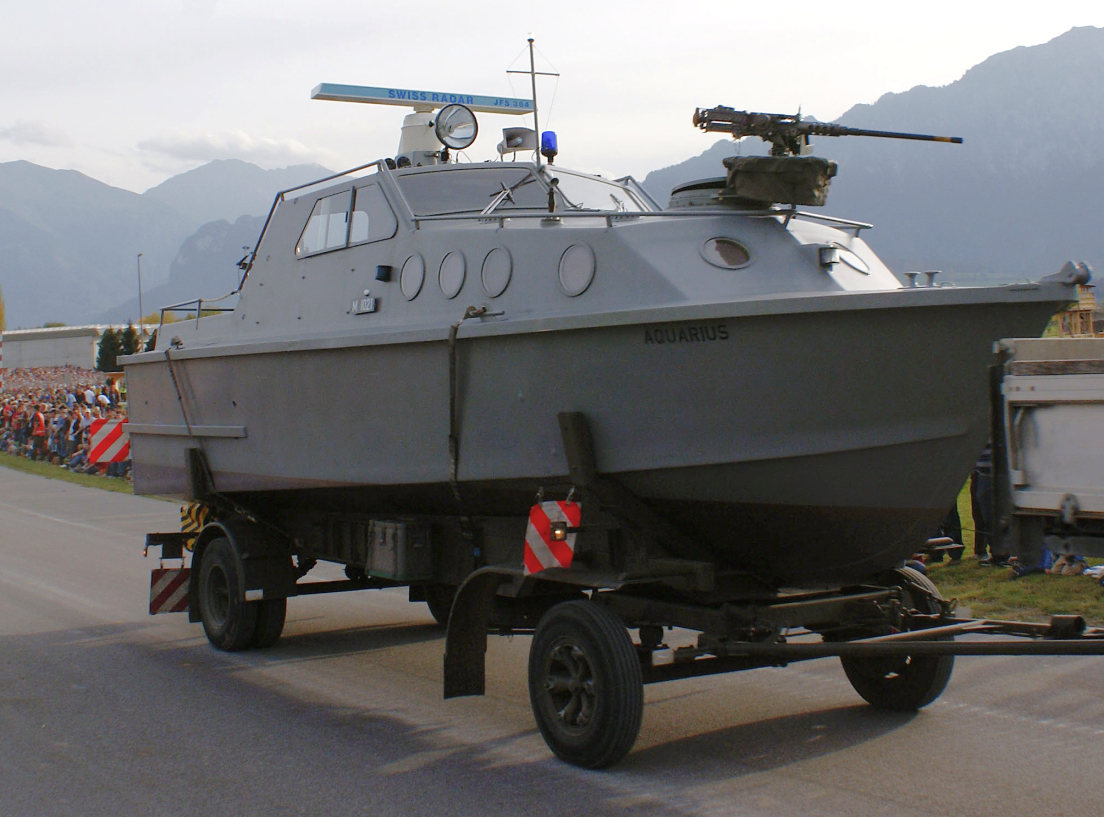
Patrouillenboot P-80

In den Jahren 1943–1945 waren auf dem Bodensee 18 Motorboote mit 86 Mann im Einsatz. Nach dem Aktivdienst (TO 46) wurden alle armeeeigenen Patrouillenboote in der Motorbootkompanie 1 zusammengezogen. Für den Bodensee wurden drei Züge zugewiesen (Steckborn, Romanshorn, Rorschach). 1981/82 wurden für den Bodensee vier neu entwickelte P-80 Patrouillenboote ausgeliefert.
Das letzte Dispositiv (1980er Jahre) der Brigade war auf einen Angriff aus dem Osten entlang der Schweizer Grenze westwärts mit einem allfälligen Parallelstoss über Schweizer Gebiet ausgelegt.
1994 verfügte die Grenzbrigade 7 über rund 800 permanente Waffenstellungen, Kommandoposten und Unterstände. Mit den 12 cm Festungsminenwerfern war die Feuerkraft erhöht worden.

### Einheiten (Stand 1991)
- Stab Grenzbrigade 7
- Infanterieregimenter (Inf Rgt) 55 mit den Füsilierbataillonen (Füs Bat) 274, 275, 276, 277
- Grenadierkompanie I/76
- Panzerabwehrkompanie (Pzaw Kp) II/7
- Panzerabwehrlenkwaffenkompanien (PAL Kp) 71, 72, 73, 74
- Mobile leichte Fliegerabwehrbatterie (Mob L Flab Bttr) III/7
- Füsilierkompanie 639
- Schwere Füsilierkompanien (Sch Füs Kp) 907, 913, 914
- Genieabteilung 47 (mit Motorbootkompanie III/47 als «Bodenseemarine»)
- Grenzübermittlungskompanie (Gz Uem Kp) 7
- Werkkompanie 43
- Festungsabteilung 107: Festungsfeuerleitkompanie (Fest Flt Kp) 107, Festungskompanie I/107 (Minenwerfer), Festungshaubitzenbatterien (Fest Hb Bttr) II/107, III/107, IV/107

Für den Kampfeinsatz wäre noch das Füsilierbataillon 75 (Auszug) unterstellt worden.

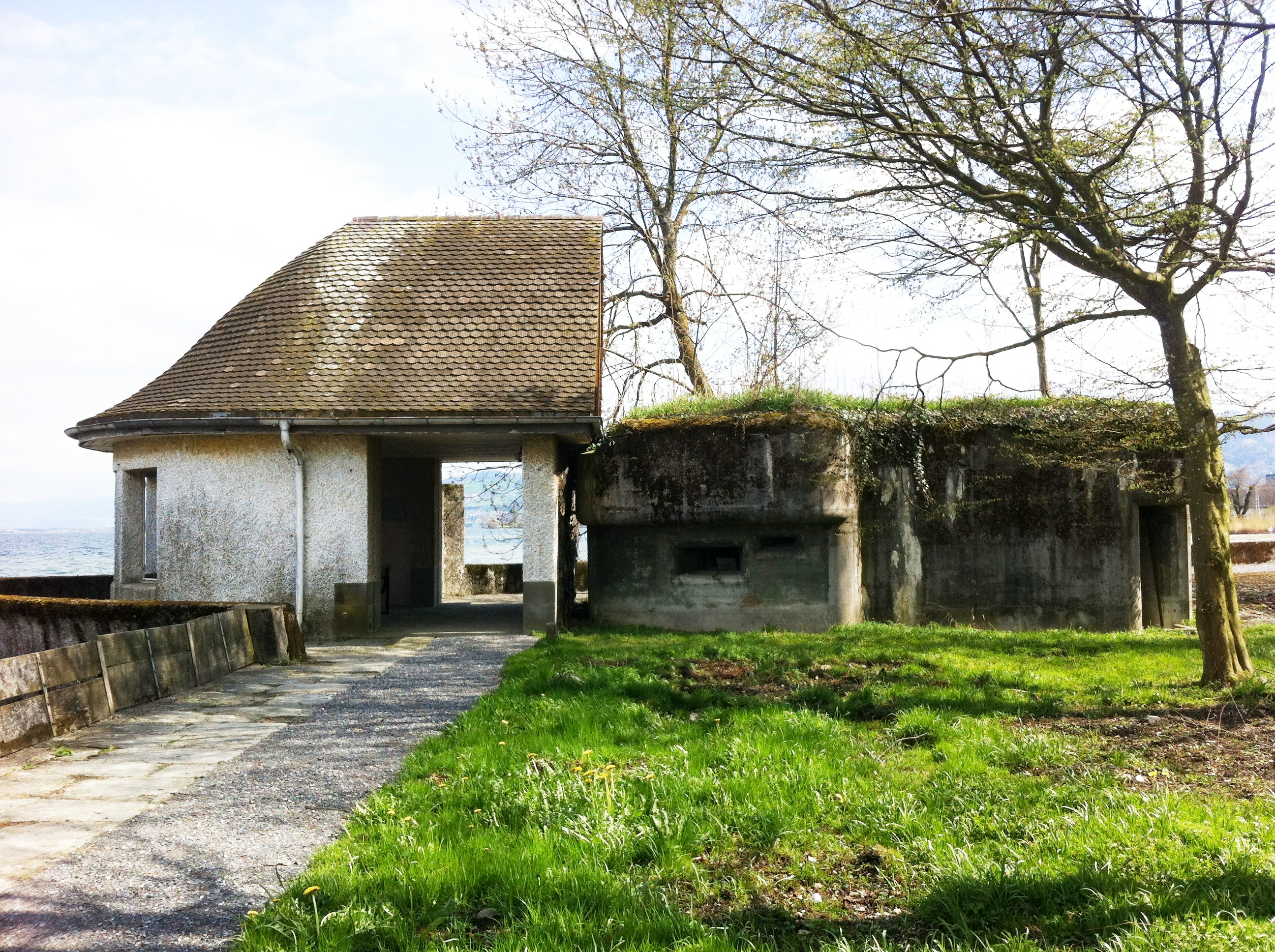
Infanteriebunker Steinach A 5733

### Kommandoposten, Artilleriewerke und Sperrstellen
Die Werke und Sperrstellen der Grenzbrigade 7 liegen im Kanton Thurgau:
- Kommandoposten (KP):  KP Grenzbrigade «Erichstollen» A 5745 oberhalb Weinfelden[4]⊙,  KP Infanterieregiment 32 «Ottoberg» F 7650 ⊙
- Sperrstellen (Sperrstellen von nationaler Bedeutung mit *[5]): Arbon-Steinach-Horn, Birwinken, Dippishausen, Engwang, Ermatingen, Fischingen, Gündelhart, Güttingen, Helsighausen, Hörhausen, Hugelshofen, Klarsreuti, Lipperswil, Mammern, Märstetten, Münsterlingen, Neuwilen, Romanshorn, Schwaderloh, Siegershausen, Steckborn, Uttwil, Werkgürtel Kreuzlingen (Kreuzlingen, Bottighofen*, Lengwil*, Triboltingen*)[6]

## Verein Festungsgürtel Kreuzlingen

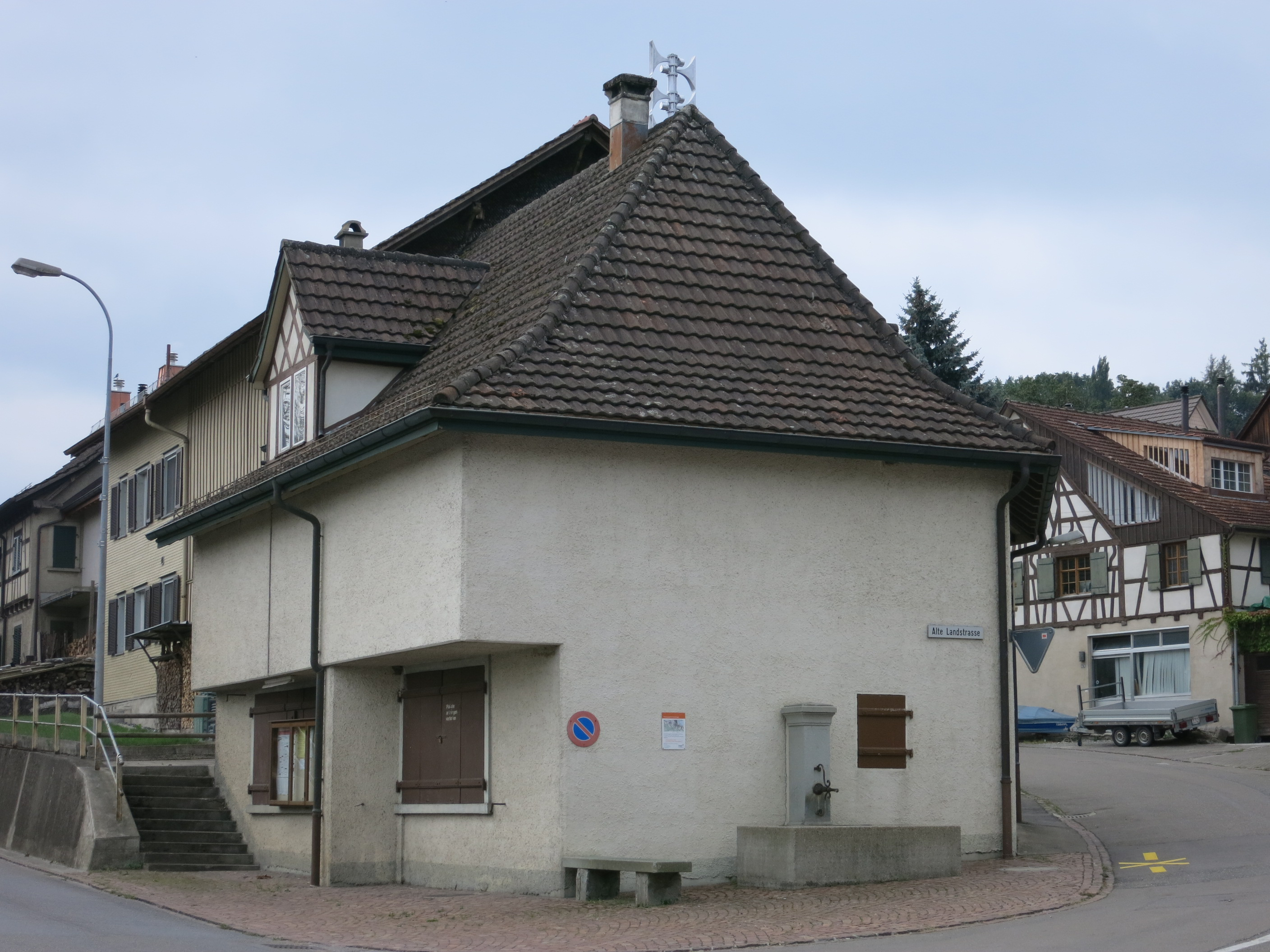
Bunker Triboltingen Süd A 5633

Der Verein unterhält und betreibt Anlagen im Festungsgürtel Kreuzlingen im Rahmen der mit den Trägergemeinden abgeschlossenen Verträge. Er ermöglicht Besichtigungen der Festungsanlagen und betreibt ein Museum mit Ausstellungsgut aus dem Eigentum von Mitgliedern und Dritten.
Auf einem militärhistorischen Wanderweg in vier Etappen können die Anlagen von aussen besichtigt werden:
Wanderweg 1: Liebburg–Tobel, Wanderweg 2: Bätershausen – A7, Wanderweg 3: Castel, Wanderweg 4: Castel-Triboltingen
Der Führungsbunker der Grenzbrigade 7 oberhalb Weinfelden ist seit 2008 im Besitze des Vereins Festungsgürtel Kreuzlingen.
Der Verein Militärhistorische Schutzanlage Ottoberg betreibt und unterhält historische Festungsanlagen in der Region Ottoberg im Originalzustand. Dazu gehört der  Atomschutzunterstand F 7714 für Funk und Notrichtstrahl, der sich oberhalb des Kommandoposten der Grenzbrigade 7 in Weinfelden befindet.